# Michael Smith (astronauta)
Michael John Smith (Beaufort, 30 de abril de 1945 – Cabo Canaveral, 28 de janeiro de 1986) foi um astronauta e capitão da Marinha dos Estados Unidos, falecido na tragédia do ônibus espacial Challenger em janeiro de 1986.
Em 1963 se graduou na Escola Preparatória Beaufort na Carolina do Norte, em 1967 obteve a licenciatura em Ciências Navais da Academia Naval dos Estados Unidos e em 1968 diplomou-se em engenharia aeronáutica. Ali foi designado ao Comando de Treinamento de Aviões de Reação Avançada (VT-21) onde ofereceu seus serviços como instrutor desde maio de 1969 até março de 1971. Nos seguintes dois anos, Smith voou no A-6 Intruders e completou uma missão no Vietnã no Esquadrão de Ataque 52 a bordo do USS Kitty Hawk.
Em 1974 completou seus estudos na Escola de Piloto de Teste Naval dos Estados Unidos. e foi designado para a Diretoria de Provas de Aeronaves de Ataque em Patuxent River, Maryland para trabalhar nos sistemas de guia dos mísseis A-6E TRAM y CRUISE. Em 1976 regressou na Escola de Piloto de Teste e completou um período de 18 meses como instrutor.
Desde Patuxent River, Smith foi designado ao Esquadrão de Ataque 75 onde trabalhou como oficial de manutenção e operações e completou duas excursões a bordo do USS Saratoga. Michael Smith voou 28 tipos de aviões civis e militares, registrando um total de 4 877 horas de voo.

## Experiência na NASA

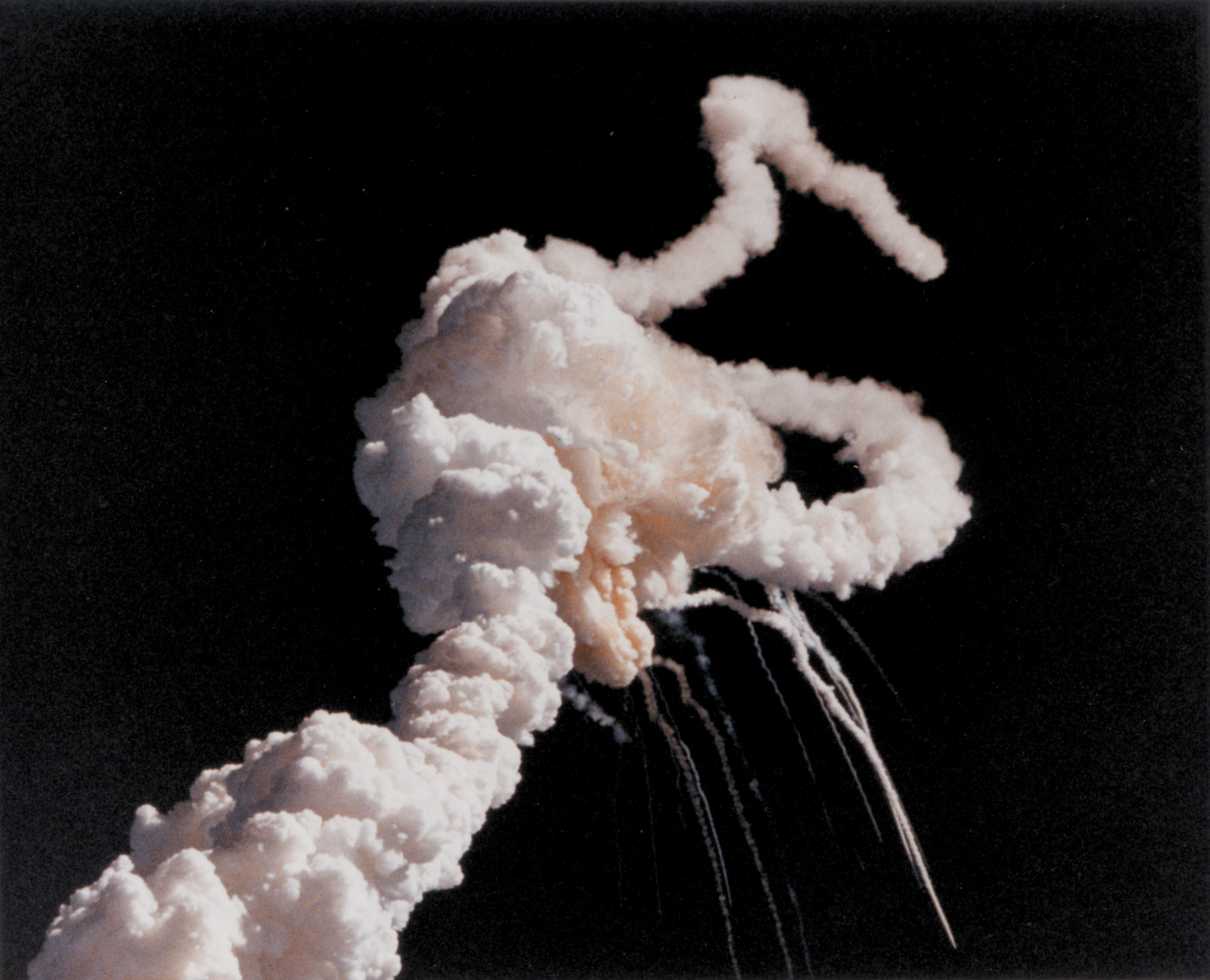
A Challenger explode no ar

Smith foi selecionado pela NASA como candidato a astronauta em maio de 1980 e em agosto de 1981 completou um ano de treinamento e avaliação, qualificando-lhe como piloto elegível para qualquer missão futura do ônibus espacial.
Na NASA trabalhou como comandante do Laboratório de Aviônica e Integração do ônibus Espacial, Chefe Substituto da Divisão de Operações de Aeronaves, Assistente Técnico do Diretor, Diretor de Operações de Voo, também foi designado à Agência de Astronautas e no Grupo de Desenvolvimento e Prova. Smith foi designado como piloto para a missão STS 51-L do Challenger que decolou do Centro Espacial John F. Kennedy, Flórida, as 11h38min00 EST (16h38min00 UTC) em 28 de janeiro de 1986. A tripulação do Challenger estava integrada da seguinte maneira: o comandante Francis Scobee, os especialistas da missão, Ronald McNair, Judith Resnik e Ellison Onizuka; o especialista de carga Gregory Jarvis e a especialista de carga civil Christa McAuliffe. Os sete tripulantes faleceram instantaneamente aos 73 segundos do lançamento do Challenger devido a uma infiltração de gases provenientes de um anel defeituoso do foguete de propulsão sólido direito. Isto provocou uma explosão, que desintegrou a nave imersa em uma bola de fogo.
O módulo da cabine sobreviveu intacto e se desprendeu da explosão para cair no mar durante 2 minutos e meio desde uma altura de 15 240 metros. A NASA havia estimado as probabilidades de um acidente catastrófico durante o lançamento (o momento mais perigoso do voo espacial) em uma proporção de 1 a 438.
Este acidente, o mais impactante na história da exploração espacial, prejudicou seriamente a reputação da NASA como agência espacial e a proposta da participação de civis, promulgada por Ronald Reagan e concretizada com a professora do ensino primário Christa McCauliffe jogou por terra todas as estruturas administrativas e de segurança. A NASA suspendeu temporariamente seus voos espaciais tripulados até 29 de setembro de 1988.

## Homenagens
Smith recebeu a Cruz na Distinção em Voo da Marinha, três Medalhas Aéreas, treze Medalhas de Voo de Ataque, a Medalha ao Mérito da Marinha com “v”, a Menção da Unidade Naval e a Cruz Vietnamita de Valentia com a Estrela de Prata. Smith recebeu a Medalha de Distinção ao Serviço da Defesa e seu nome foi dado a uma cratera no lado oculto da Lua, na região da grande cratera Apollo, como homenagens póstumas.